# Bill Bufalino
William Eugene Bufalino, detto Bill (Pittston, 13 aprile 1918 – Fort Lauderdale, 12 maggio 1990), è stato un avvocato statunitense noto per aver rappresentato la International Brotherhood of Teamsters (IBT), il potente sindacato dei trasporti, dal 1947 al 1971.
Figura centrale nelle vicende legali legate al sindacato, collaborò strettamente con il celebre leader Jimmy Hoffa fino al 1971. Dopo il suo ritiro dalla professione forense nel 1982, Bufalino si spense il 12 maggio 1990.

## Biografia
William Eugene Bufalino nacque il 13 aprile 1918 a Pittston, in Pennsylvania, da Salvatore e Louise Bufalino, immigrati italiani originari di Montedoro, in Sicilia. Cresciuto in una famiglia numerosa composta da nove figli e legata al duro lavoro nelle miniere di carbone, Bufalino inizialmente intraprese gli studi per diventare sacerdote cattolico, che però abbandonò dopo due anni per dedicarsi alla giurisprudenza. Si laureò nel 1942 presso la Dickinson School of Law e prese parte alla Seconda guerra mondiale come tenente nel Corpo legale dell'esercito statunitense (Judge Advocate General Corps).
Tornato dal servizio militare nel 1945, sposò Marie Antoinette Meli, sorella del mafioso di Detroit Vincent Meli e nipote del boss Angelo Meli. Iniziò a esercitare la professione legale nel 1947. Dal matrimonio nacquero un figlio, William Jr., e quattro figlie: Louise, Grace Ann, Toni e Fran.

## Carriera

### Relazione con Jimmy Hoffa
Per quasi 25 anni, William Bufalino fu l’avvocato di fiducia del leader sindacale Jimmy Hoffa, assistendolo nella difesa contro numerose accuse di racket e corruzione. Rappresentò il sindacato in sette processi, ottenendo cinque assoluzioni. Tuttavia, Hoffa fu infine condannato e incarcerato per aver tentato di influenzare una giuria.
Oltre all’attività legale, Bufalino ricoprì per vent’anni un ruolo da dirigente nei Teamsters, guidando la sezione locale 985 nell’area di Detroit. Un’indagine del Senato degli Stati Uniti descrisse la sezione locale 985 come “una società di recupero crediti al servizio di operatori controllati dalla malavita organizzata”
Dopo la misteriosa scomparsa di Hoffa, avvenuta il 30 luglio 1975, Bufalino sostenne una teoria controversa: secondo lui, Hoffa sarebbe stato eliminato dalla CIA perché a conoscenza di un presunto complotto del governo statunitense che prevedeva l’uso della Cosa nostra statunitense per assassinare il presidente cubano Fidel Castro.

## Morte
William Bufalino morì di leucemia il 12 maggio 1990 presso l’Holy Cross Hospital di Fort Lauderdale, in Florida. Fu sepolto nel cimitero Holy Sepulchre, nello Stato del Michigan.

## Nella cultura popolare
Nel film The Irishman di Martin Scorsese, uscito nel 2019, William Bufalino è interpretato dall’attore Ray Romano.

## Curiosità
Sebbene sia stato più volte definito come cugino del mafioso italoamericano Russell Bufalino, in realtà i due non erano realmente cugini. Infatti, come riportato nella biografia di Frank Sheeran, Russell Bufalino concesse all'avvocato la possibilità di definirsi suo parente per aumentarne il prestigio e per favorire la sua crescita professionale.